# Microdebilissa breviuscula
Microdebilissa breviuscula là một loài bọ cánh cứng trong họ Cerambycidae.